# Pioners de l'Hospitalet
Els Pioners de L'Hospitalet són un club català de futbol americà de la ciutat de l'Hospitalet de Llobregat. Va ser fundat l'any 1988 i, tal com indica el seu nom, és un dels clubs pioners del futbol americà a Catalunya, just darrere dels Badalona Dracs i fundat el mateix any que Barcelona Búfals i Barcelona Bóxers, ja desapareguts. Fou club fundador de la Federació Catalana i participà en la primera Lliga Catalana de Futbol Americà, el mateix 1988, que va finalitzar en tercera posició. Des de la temporada 2014-15 disposa d'un equip femení.

## Palmarès
Font:
- 8 Copes catalanes de futbol americà: 1998, 2001, 2005, 2006, 2007, 2007[Nota 1] 2008, 2009
- 6 Lligues espanyoles de futbol americà: 2005,[3] 2008,[4] 2010,[5] 2011,[6] 2012, 2013
- 9 Copes espanyoles de futbol americà: 2000, 2005,[7] 2006, 2008, 2010, 2011, 2012, 2013, 2014

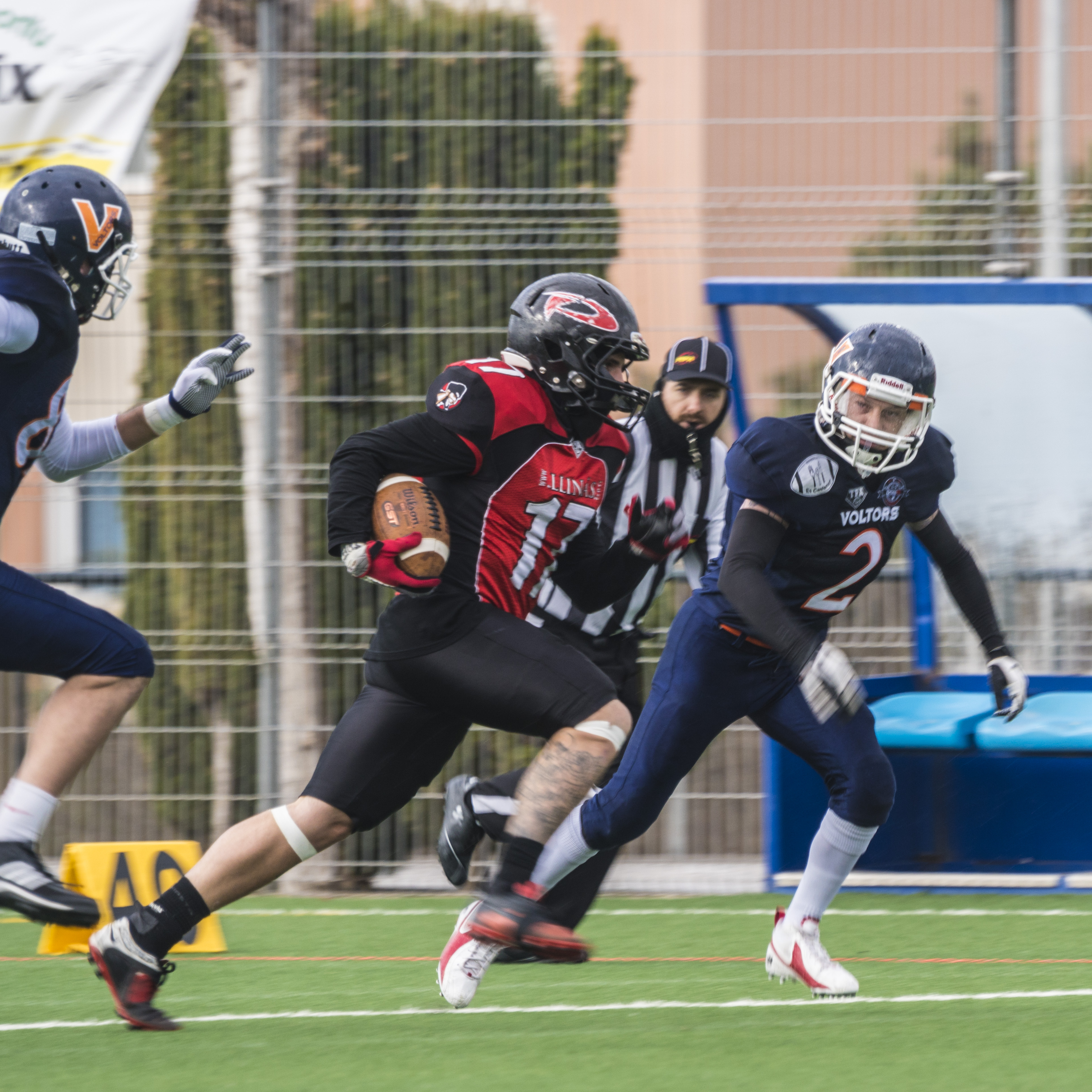
Mallorca VOLTORS vs L'Hospitalet PIONERS (2015).